# Minorité magyare d'Ukraine
La minorité magyare d'Ukraine (en hongrois: Kárpátaljai magyarok) désigne la minorité ethnique magyare vivant en Ukraine. Celle-ci est essentiellement composée des villages d'une zone large d'une vingtaine de km le long de la frontière hongroise en Ukraine subcarpatique, et dont la localité la plus importante est Berehove (Beregszász en hongrois). La plupart sont calvinistes de l'Église réformée de Subcarpathie ou bien catholiques de rite latin.

## Histoire
Des tribus magyares ont migré vers la Plaine du Danube à travers les steppes de la mer Noire, plus loin jusqu'à l'actuelle Ukraine occidentale, les cols des Carpates et l'actuelle Transcarpathie au ΙΧe siècle après J.-C. Leur colonisation du territoire de l'actuelle Transcarpathie s'est également produite dans une période ultérieure à la suite de deux grandes vagues de migration : dans la seconde moitié du XIIIe siècle (après l'invasion tatare-mongole) et dans la seconde moitié du XVIe siècle (guerres avec les Turcs ottomans).
Depuis l'entrée de la Transcarpathie dans le Royaume de Hongrie (la partie plate aux ΙΧe-Xe siècles, la partie montagneuse aux XIIIe – XIVe siècles) et jusqu'à l'entrée en Tchécoslovaquie (1919), les Hongrois étaient une ethnie dominante dans la région. Selon le recensement  de 1910, ils représentaient 30% de la population de l'actuelle Transcarpathie, et en 1930, seulement 16 %, puisque l'inclusion de la région dans la Tchécoslovaquie a contribué à l'émigration des Hongrois vers le territoire national de la Hongrie. Les Hongrois restés sur le territoire de la région se sont unis dans un certain nombre de partis politiques, dont le Parti national hongrois jouissant de la plus grande influence et obtenant de 10 à 11 % des voix aux élections des années 1920-1930.
Les Hongrois locaux se sont retrouvés après 1945 sur le territoire ukrainien (et, par conséquent, en URSS) et représentaient 13,6 % de la population de l'oblast au recensement de 1959. Par la suite, leur part dans la population a continué à diminuer lentement en raison de l'émigration et de la baisse du taux de natalité.
|                                                                                               |  | |  |                                                                                    |
| Temple réformé de Khoust (ancienne église catholique Sainte-Élisabeth, XIIIe – XIVe siècles). |  | Maison traditionnelle hongroise du village de Vychkovo, actuel raïon de Khoust en Transcarpathie, construite en 1879 (aujourd'hui au musée d'architecture et des traditions populaires d'Oujgorod). Son architecture est influencée par la tradition ruthène de la Haute Tisza: construction en rondins, galerie semi-couverte, toit à quatre versants d'une structure en treillis, décoration des fenêtres et des portes. |  | Intérieur typique hongrois d'une ferme de la fin du XIXe siècle en Transcarpathie. |

## Liens culturels avec la Hongrie

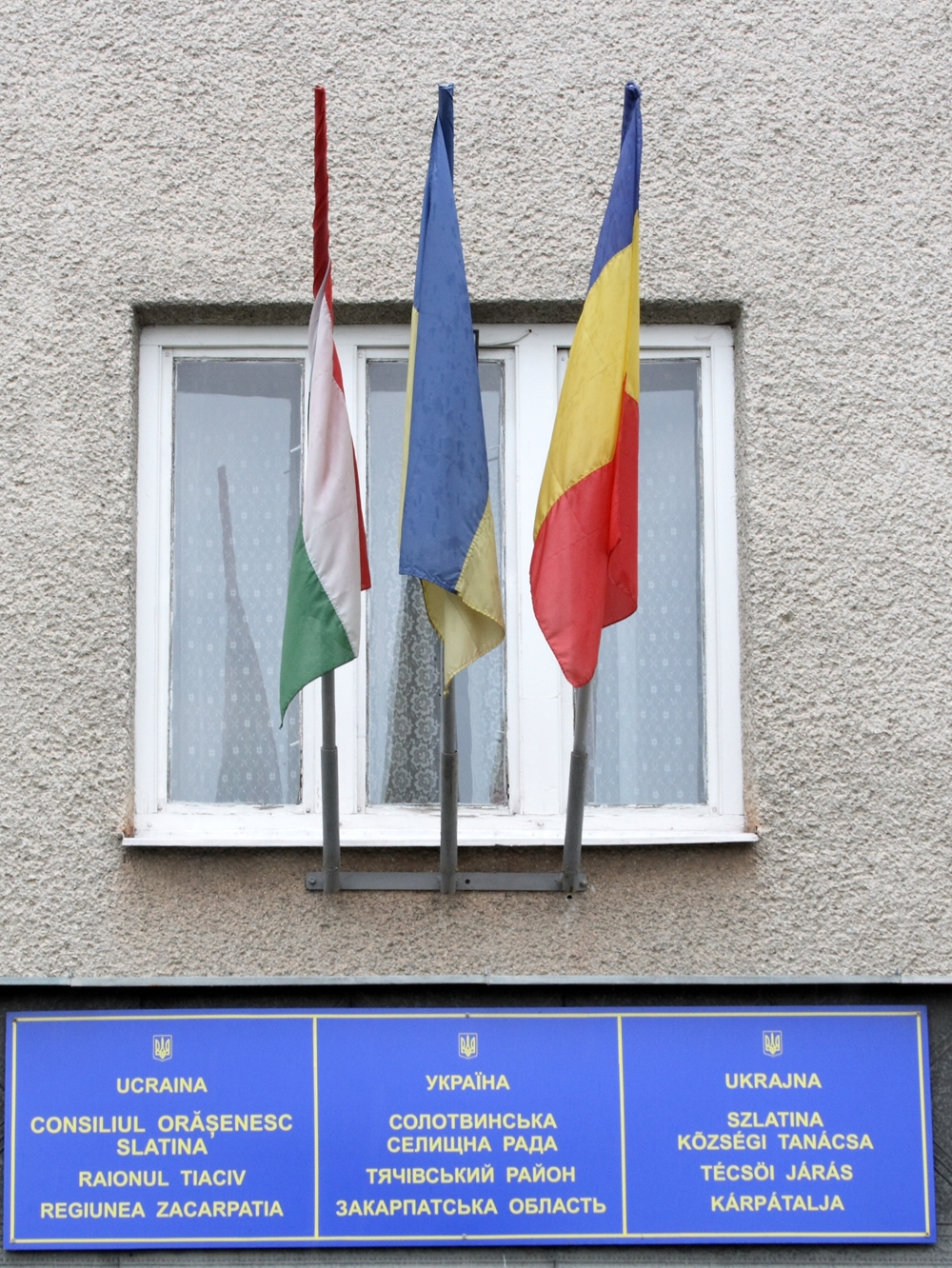
Trois drapeaux (hongrois, ukrainien et roumain) avec plaques dans les trois langues sur la façade de la mairie de Solotvyno.

Vivant à proximité de la Hongrie, la minorité hongroise d'Ukraine a la possibilité de maintenir des liens ethnoculturels et linguistiques avec sa patrie historique, bien qu'il soit difficile de les qualifier de proches, surtout depuis l'entrée de la Hongrie dans l'Union européenne. La plupart des Hongrois modernes d'Ukraine sont bilingues ou même trilingues, mais leurs liens avec la Hongrie se sont considérablement affaiblis par rapport au début du XXe siècle. En Hongrie même, l'intérêt pour les autres membres de cette « tribu » d'Ukraine est périodiquement perceptible dans un certain nombre de médias, surtout depuis l'avènement de Viktor Orban, et les autorités hongroises tentent d'introduire la double nationalité ou une carte hongroise (similaire à la carte polonaise). Cependant un certain nombre de Hongrois d'Ukraine ont émigré en Hongrie depuis l'Invasion de l'Ukraine par la Russie en 2022, afin d'éviter la conscription et pour mettre leurs familles en sécurité. La position de l'État hongrois est parfois ambiguë à leur égard.

### Droits scolaires

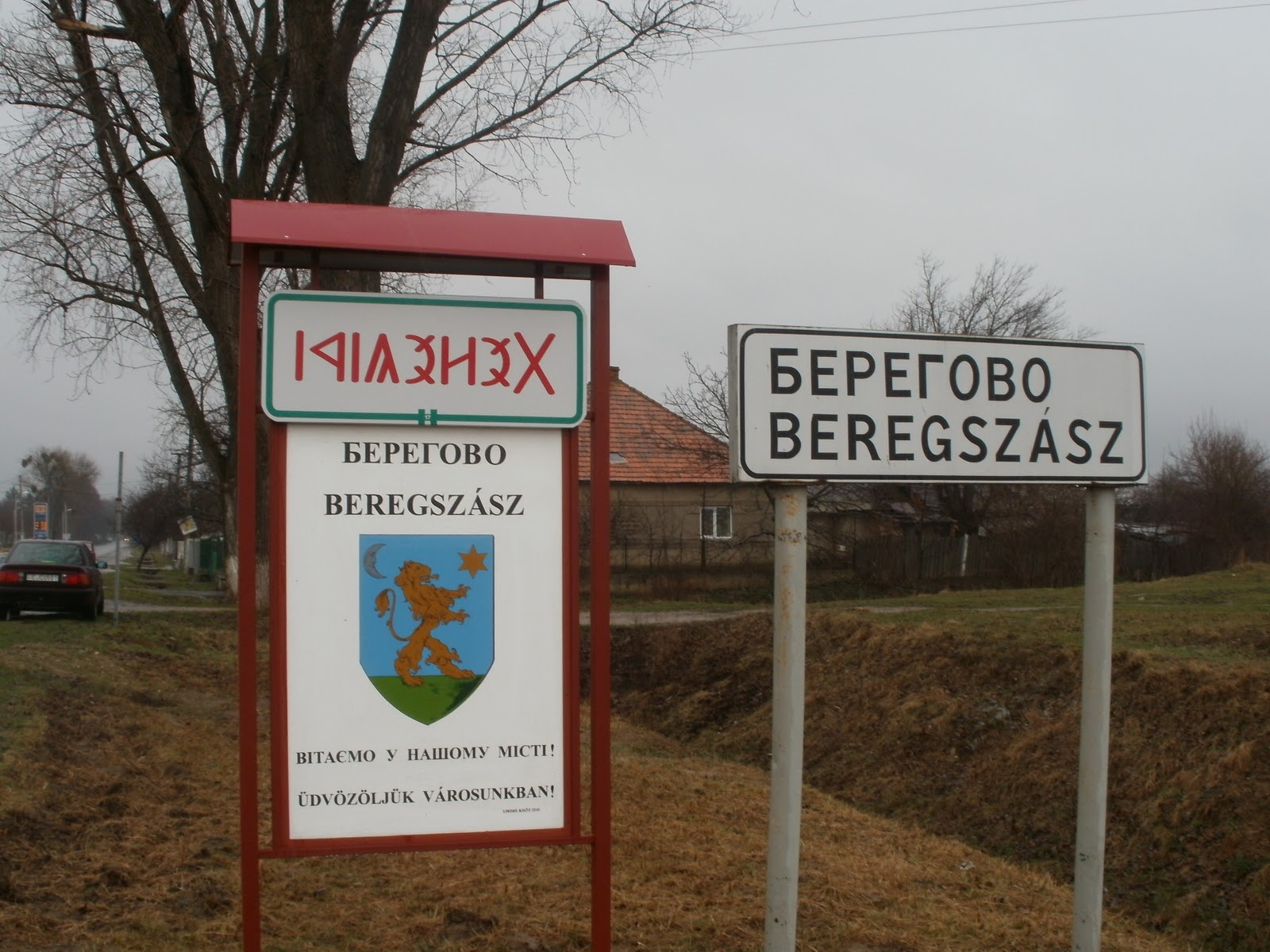
Panneaux en deux langues à Beregovo (Beregszász).

Les habitants de sept villages du raïon de Moukatchevo peuvent prendre la langue hongroise en option à l'école. L'établissement secondaire de Beregszász (collège Rákoczi Ferenc n° 2) est le premier à enseigner uniquement en hongrois. Il y a 71 écoles hongroises en Ukraine pour 16 000 élèves.

## Accusations de manipulations électorales
Des opposants du Fidesz ont accusé le gouvernement hongrois d'avoir fait illégalement voter aux élections législatives hongroises de 2018 des membres de cette minorité ethnique en les faisant venir par bus dans les régions hongroises frontalières de l'Ukraine après qu'ils ont été frauduleusement enregistrés sur les listes électorales de ces régions. Un ancien maire de Vylok a notamment été enregistré en train de se vanter d'avoir organisé par bus le passage de plus de 300 habitants.